# Несебендовиці
Несебендовиці (пол. Niesiebędowice, нім. Nussdorf) — село в Польщі, у гміні Корфантув Ниського повіту Опольського воєводства.
Населення — 146 осіб (2011).

## Демографія
Демографічна структура станом на 31 березня 2011 року:
|          | Загалом | Допрацездатний вік | Працездатний вік | Постпрацездатний вік |
| -------- | ------- | ------------------ | ---------------- | -------------------- |
| Чоловіки | 73      | 17                 | 46               | 10                   |
| Жінки    | 73      | 11                 | 44               | 18                   |
| Разом    | 146     | 28                 | 90               | 28                   |